# Licor Beirão

Licor Beirão 0,7l

Licor Beirão is een Portugese likeur met een alcoholpercentage van 22%. Het recept van de Licor Beirão is een geheim, maar de producent J. Carranca Redondo, Lda laat wel weten dat het tweemaal wordt gedestilleerd van zaden en planten van over de hele wereld waaronder Maleisië, Thailand en Brazilië. Het wordt uitsluitend  in Portugal  gemaakt.